# Atlalco
Atlalco es una localidad de México localizada en el municipio de Yahualica en el estado de Hidalgo.

## Toponimia
Del náhuatl, A-tlal-co, en azteca; atlalli, tierra de riego, co, lugar: Lugar de tierras de riego.

## Geografía
Se encuentra en la región geográfica de la Huasteca hidalguense, le corresponden las coordenadas geográficas 20° 54’ 53.685” de latitud norte y 98° 19’ 48.497” de longitud oeste, con una altitud de 309 m s. n. m. En cuanto a fisiografía se encuentra en la provincia de la Sierra Madre Oriental, dentro de la subprovincia del Carso Huasteco; su terreno es de sierra. En lo que respecta a la hidrografía se encuentra posicionado en la región del Pánuco, dentro de la cuenca del río Moctezuma, y dentro de las subcuenca del río Calabozo. Cuenta con un clima semicálido húmedo con lluvias todo el año.

## Demografía
En 2020 registró una población de 679 personas, lo que corresponde al 2.75 % de la población municipal. De los cuales 332 son hombres y 347 son mujeres.
| Gráfica de evolución demográfica de Atlalco entre 1900 y 2020                                |
|                                                                                              |
| Población de los censos y conteos del Instituto Nacional de Estadística y Geografía (INEGI). |